# NGC 6924
NGC 6924 is een elliptisch sterrenstelsel in het sterrenbeeld Steenbok. Het hemelobject werd in 1886 ontdekt door de Amerikaanse astronoom Francis Preserved Leavenworth.

## Synoniemen
- ESO 528-16
- MCG -4-48-14
- AM 2030-253
- PGC 64945